# Kangbaoella
Kangbaoella, en ocasiones erróneamente denominada Kangboella, es un género de foraminífero bentónico de la familia Geinitzinidae, de la superfamilia Geinitzinoidea, del suborden Fusulinina y del orden Fusulinida. Su especie tipo es Geinitzina (Kangbaoella) kangboensis. Su rango cronoestratigráfico abarca el Cisulariense (Pérmico inferior).

## Discusión
Kangbaoella fue propuesto como un subgénero de Geinitzina, es decir, Geinitzina (Kangbaoella).

## Clasificación
Kangbaoella incluye a las siguientes especies:
- Kangbaoella hebeica †
- Kangbaoella kangbaoensis †
- Kangbaoella plena †
- Kangbaoella shanmianjingensis †